# Maud Watson
Maud Edith Eleanor Watson, född 9 oktober 1864 i Harrow i nordvästra London, död 6 juni 1946 i Charmouth i Dorset, var en brittisk tennisspelare. Hon var den första segraren i damsingel i Wimbledonmästerskapen. 

## Tenniskarriären
Damsingel spelades 1884 första gången i Wimbledonmästerskapen. Startfältet bestod av 13 spelare, förutom Maud Watson deltog också hennes äldre syster, Lilian Watson, och Blanche Bingley Hillyard, vilken senare kom att vinna sex singeltitlar i Wimbledon. Watson besegrade Bingley Hillyard i semifinalen. I den efterföljande finalen besegrade hon sin syster Lilian med 6-8, 6-3, 6-3.  Året därpå, 1885, nådde Maud Watson åter singelfinalen Wimbledon. Hon mötte där Bingley Hillyard som hon besegrade med 6-1, 7-5.
Watson förblev från debuten 1881 obesegrad i singelspel i hela 55 matcher, tills hon som regerande Wimbledonmästare förlorade mot den då 14-åriga Lottie Dod i en turnering i Bath våren 1886.[källa behövs]
År 1886 möttes Watson och Bingley Hillyard en andra gång i final i Wimbledonmästerskapen, varvid Watson förlorade sin titel med siffrorna 3-6, 3-6. Detta år spelades damturneringen liksom herrturneringen enligt systemet All Comers Round som avslutades med slutfinalen Challenge Round.  
Maud Watson vann 1884 och 1885 singel- och mixed dubbel-titlarna i Irish Open.

## Spelaren och personen
Maud Watson tillhörde pionjärerna bland kvinnliga turneringsspelare i tennis. Hon följde en tidens föreskrivna klädmode för idrottande kvinnor vilket innebar hatt, korsett och fotsid kjol. Däremot var Maud Watson och hennes syster Lilian de första kvinnliga spelarna som spelade i helt vita dräkter. Maud Watson var prästdotter och började spela tennis 1881. Hon har senare av Dorothea Douglass Chambers beskrivits som baslinjespelare som sällan använde volleyslag.
Den segertrofé hon vann som segrare i Wimbledon, skänkte hon 1934 till Edgbaston Club. När klubben 1982 fick äran att arrangera DFS Classic (WTA-turnering) som förturnering på gräs till Wimbledonmästerskapen, beslöt man att tilldela segrarna denna trofé som går under benämningen "Maud Watsons trofé".

## Titlar iGrand Slam-turneringar
- Wimbledonmästerskapen
  - Singel - 1884, 1885